# 威廉斯敦 (密蘇里州)
威廉斯敦（英語：Lewistown）是位於美國密蘇里州劉易斯縣的普查規定居民點。

## 歷史
威廉斯敦的郵局自1855年營運至今。

## 人口
根據2020年美國人口普查的數據，威廉斯敦的面積為0.70平方千米，皆為陸地。當地共有人口60人，而人口密度為每平方千米85.71人。